# Force India VJM08
A Force India VJM08 egy Formula–1-es versenyautó, melyet a Force India csapat tervezett és versenyeztetett a 2015-ös Formula–1 világbajnokságban. Pilótái Sergio Pérez és Nico Hülkenberg voltak.

## Áttekintés
Először az autó festését mutatták be a nagyközönségnek egy privát gumiteszten, de ekkor még nem rajta, hanem az előd VJM07-esen. Jerezben egyáltalán nem jelent meg a csapat, és a barcelonai első teszten is a 2014-es autójukkal köröztek. Ennek az volt az oka, hogy a Force India ekkortájt költözött át a Toyota volt kölni szélcsatornájába, ahol nagyobb tesztmodellekkel tudtak együtt dolgozni.
A cél a teljesítmény folyamatos javítása volt, és ennek érdekében a szezon közepén, a brit nagydíjon bevetették a B-specifikációjú autót. Külsőre ez egy jellegzetes, nagyméretű, két lyukat tartalmazó orr-részben nyilvánult meg. A szabályosságával kapcsolatosan rögtön felmerültek kételyek, ugyanis a szabályzat tiltotta az orron keresztül bármilyen levegő áramoltatását, ezért bekerült a kasztni alá egy kanál alakú panel is, a légáramlás javítása érdekében. Hülkenberg rendkívül elégedett volt a változtatásokkal. A csapat az idény közben is folyamatosan fejlesztett: új első és hátsó szárnyakat, hátsó felfüggesztést, padlólemezt, új fékvezetékeket és diffúzort. A javuló teljesítmény az orosz nagydíjon egy harmadik helyet ért, mely a csapat történetének harmadik dobogója volt. Ugyan kevesebb pontot gyűjtöttek, mint az előző idényben, mégis magabiztosan lettek konstruktőri ötödikek.

## Eredmények
| Év   | Kasztni | Motor           | Gumik | Pilóták         | 1   | 2   | 3   | 4   | 5   | 6   | 7   | 8   | 9   | 10  | 11  | 12  | 13  | 14  | 15  | 16  | 17  | 18  | 19  | Pontok | Helyezés |
| ---- | ------- | --------------- | ----- | --------------- | --- | --- | --- | --- | --- | --- | --- | --- | --- | --- | --- | --- | --- | --- | --- | --- | --- | --- | --- | ------ | -------- |
| 2015 | VJM08   | Mercedes PU106B | P     |                 | AUS | MAL | CHN | BHR | ESP | MON | CAN | AUT | GBR | HUN | BEL | ITA | SIN | JPN | RUS | USA | MEX | BRA | ABU | 136    | 5.       |
| 2015 | VJM08   | Mercedes PU106B | P     | Sergio Pérez    | 10  | 13  | 11  | 8   | 13  | 7   | 11  | 9   |     |     |     |     |     |     |     |     |     |     |     | 136    | 5.       |
| 2015 | VJM08   | Mercedes PU106B | P     | Nico Hülkenberg | 7   | 14  | KI  | 13  | 15  | 11  | 8   | 6   |     |     |     |     |     |     |     |     |     |     |     | 136    | 5.       |
| 2015 | VJM08B  | Mercedes PU106B | P     | Sergio Pérez    |     |     |     |     |     |     |     |     | 9   | KI  | 5   | 6   | 7   | 12  | 3   | 5   | 8   | 12  | 5   | 136    | 5.       |
| 2015 | VJM08B  | Mercedes PU106B | P     | Nico Hülkenberg |     |     |     |     |     |     |     |     | 7   | KI  | NI  | 7   | KI  | 6   | KI  | KI  | 7   | 6   | 7   | 136    | 5.       |

† – Nem ért célba, de rangsorolták, mert teljesítette a versenytáv 90 százalékát.

## Fordítás
- Ez a szócikk részben vagy egészben  a   Force India VJM08 című angol Wikipédia-szócikk ezen változatának fordításán alapul.  Az eredeti cikk szerkesztőit annak laptörténete sorolja fel. Ez a jelzés csupán a megfogalmazás eredetét és a szerzői jogokat jelzi, nem szolgál a cikkben szereplő információk forrásmegjelöléseként.